# Vnukove, Ciornomorske
Vnukove (în ucraineană Внукове) este un sat în comuna Krasna Poleana din raionul Ciornomorske, Republica Autonomă Crimeea, Ucraina.

## Demografie
Componența lingvistică a localității Vnukove
     Rusă (73,21%)
     Ucraineană (12,95%)
     Tătară crimeeană (12,28%)
     Alte limbi (0,22%)
Conform recensământului din 2001, majoritatea populației localității Vnukove era vorbitoare de rusă (73,21%), existând în minoritate și vorbitori de ucraineană (12,95%) și tătară crimeeană (12,28%).